# Horst Hina
Horst Hina (* 6. Mai 1941 in Oldenburg in Holstein) ist ein deutscher Romanist.

## Leben
Nach der Promotion zum Dr. phil. in Tübingen 1970, der Habilitation an der Universität Tübingen 1977 und der Umhabilitation 1984 nach Freiburg im Breisgau wurde er außerplanmäßiger Professor an der Albert-Ludwigs-Universität Freiburg 1993. Er war Oberstudienrat am Einstein-Gymnasium Kehl.

## Schriften (Auswahl)
- Nietzsche und Marx bei Malraux. Mit einem Ausblick auf Drieu la Rochelle und Albert Camus. Tübingen 1970, OCLC 463498746.
- Kastilien und Katalonien in der Kulturdiskussion 1714–1939. Tübingen 1978, ISBN 3-484-60143-4.

| Personendaten    | Personendaten         |
| ---------------- | --------------------- |
| NAME             | Hina, Horst           |
| KURZBESCHREIBUNG | deutscher Romanist    |
| GEBURTSDATUM     | 6. Mai 1941           |
| GEBURTSORT       | Oldenburg in Holstein |